# New York Red Bulls
New York Red Bull hay Red Bulls là một câu lạc bộ bóng đá chuyên nghiệp của Mỹ có trụ sở tại Harrison, New Jersey. Câu lạc bộ được thành lập vào tháng 10 năm 1994 và bắt đầu thi đấu từ mùa giải khai mạc của MLS năm 1996 dưới tên gọi New York/New Jersey MetroStars. Năm 2006, đội bóng được bán cho Red Bull GmbH và được tái thương hiệu như một phần trong mạng lưới toàn cầu các câu lạc bộ bóng đá của công ty. 
Tên ban đầu của câu lạc bộ là Empire Soccer Club, điều này đã truyền cảm hứng cho tên của nhóm cổ động viên lớn nhất của đội, Empire Supporters Club. Những người sở hữu đầu tiên của đội là John Kluge và Stuart Subotnick. Tên gọi MetroStars được chọn để ám chỉ Metromedia, công ty truyền thông do Kluge thành lập, sau khi gợi ý ban đầu của Nike là “MetroFlash” bị từ chối. Các chủ sở hữu cũng từng cân nhắc nhưng cuối cùng không mua quyền sử dụng tên “Cosmos”.
Đây cũng là đội bóng mà các cựu danh thủ Thiery Henry và Youri Djorkaeff đã đầu quân.

## Cầu thủ

### Đội hình hiện tại
Tính đến 1 tháng 7 năm 2025
Ghi chú: Quốc kỳ chỉ đội tuyển quốc gia được xác định rõ trong điều lệ tư cách FIFA. Các cầu thủ có thể giữ hơn một quốc tịch ngoài FIFA.
| Số | VT | Quốc gia  | Cầu thủ                    |
| -- | -- | --------- | -------------------------- |
| 1  | TM | Hoa Kỳ    | AJ Marcucci                |
| 3  | HV | Thụy Điển | Noah Eile                  |
| 5  | HV | Panamá    | Omar Valencia              |
| 6  | HV | Hoa Kỳ    | Kyle Duncan                |
| 7  | TĐ | Ba Lan    | Wiktor Bogacz              |
| 8  | TV | Hoa Kỳ    | Peter Stroud               |
| 9  | TV | Scotland  | Lewis Morgan               |
| 10 | TV | Thụy Điển | Emil Forsberg (đội trưởng) |
| 12 | HV | Hoa Kỳ    | Dylan Nealis               |
| 13 | TĐ | Cameroon  | Eric Maxim Choupo-Moting   |
| 14 | HV | Chile     | Marcelo Morales            |
| 15 | HV | Hoa Kỳ    | Sean Nealis (đội phó)      |
| 16 | TĐ | Hoa Kỳ    | Julian Hall                |
| 17 | TĐ | Hoa Kỳ    | Cameron Harper             |
| 19 | TV | Venezuela | Wikelman Carmona           |
| 21 | TM | Anh       | Aidan Stokes               |

| Số | VT | Quốc gia           | Cầu thủ                  |
| -- | -- | ------------------ | ------------------------ |
| 22 | TĐ | Na Uy              | Dennis Gjengaar          |
| 24 | HV | Hoa Kỳ             | Curtis Ofori             |
| 26 | HV | Hoa Kỳ             | Tim Parker               |
| 27 | HV | Hoa Kỳ             | Davi Alexandre           |
| 31 | TM | Paraguay           | Carlos Coronel (đội phó) |
| 33 | TĐ | Hoa Kỳ             | Roald Mitchell           |
| 37 | TV | Ghana              | Mohammed Sofo            |
| 42 | HV | Đức                | Alexander Hack           |
| 44 | HV | Canada             | Raheem Edwards           |
| 48 | TV | Ghana              | Ronald Donkor            |
| 66 | TĐ | Hoa Kỳ             | Tanner Rosborough        |
| 75 | TV | Hoa Kỳ             | Daniel Edelman           |
| 77 | TV | Hoa Kỳ             | Adri Mehmeti             |
| 81 | TĐ | Hoa Kỳ             | Serge Ngoma              |
| 88 | TV | Antigua và Barbuda | Aiden Jarvis             |